# 福井県道138号今庄停車場線
福井県道138号今庄停車場線（ふくいけんどう138ごう いまじょうていしゃじょうせん）は福井県南条郡南越前町内の国道と駅を結ぶ一般県道である。

## 路線概要
国道と駅を結ぶ役割を担う県道である。以前は軒先を掠める狭路が指定されていたが、近年地上橋が建設され、そこが新たに県道138号に指定された。非常に短い路線で、県道指定されている区間はイコールこの地上橋の区間といっても過言ではない。様々な意味で特色のある県道である。

### 路線データ
- 起点：福井県南条郡南越前町今庄
- 終点：同上

## 道路状況
上記した通り、近年建設された地上橋がほぼ県道の区間のため、片側一車線は完全に確保されている。非常に高規格な道路となっており、駅自体よりも道のほうが立派という変わった停車場線である。利用者はそれほど多くなく、立派な橋を作った意味があまり感じられない県道といえるだろう。

## 接続路線
- 国道365号（国道476号重複）（南条郡南越前町今庄・今庄駅入口交差点、終点）

## 沿線
- ハピラインふくい線 今庄駅